# أنتوني ليتل
أنتوني ليتل (بالإنجليزية: Anthony Little)‏ (مواليد 6 نوفمبر 1980) هو ملاكم أسترالي، مثّل بلاده في الألعاب الأولمبية الصيفية في دورتي 2004 و2008.

## روابط خارجية
أنتوني ليتل على موقع أوليمبيديا (الإنجليزية)
- أنتوني ليتل على موقع اللجنة الأولمبية الأسترالية (الإنجليزية)